# ضريبة الهدية
ضريبة الهدية في علم الاقتصاد، فرض ضريبة على هدية هي ضريبة على الأموال أو الممتلكات التي يهبها شخص إلى آخر. وكانت دائرة الإيرادات الداخلية الولايات المتحدة تقول ان الهدية هي "أي نقل ملكية للفرد، سواء بشكل مباشر أو غير مباشر يقاس في المال أو قيمة المال في الهدايا العينية.